# Roko Blažević
Roko Blažević (nacido el 10 de marzo de 2000) , también conocido como Roko, es un cantante de pop croata. Representó a Croacia en el Festival de la Canción de Eurovisión 2019 en Tel Aviv con la canción "The Dream", tras ganar la preselección nacional Dora 2019.

## Biografía
Roko Blažević nació en Split, Croacia, en 2001. Su madre, Marija Saratlija-Blažević, es cantante, al igual que su padre, Tonći Blažević, que se dedica al género klapa. Su hermano toca la guitarra.

## Trayectoria
En julio de 2017, Blažević ganó el reality show serbio Pinkove Zvezdice, así como en diciembre de 2018, ganó el segundo puesto en el reality show croata, Zvijezde. El 16 de febrero de 2019, Blažević ganó Dora 2019 con la canción The Dream (de Roko Blažević), y después pasó a representar a Croacia en el Festival de Eurovisión 2019, pero no logró clasificarse para la segunda semifinal, quedando en 14ª posición con 64 puntos.
Su mentor es el famoso cantante croata Jacques Houdek, que también representó a Croacia en  2017. Mucha gente considera a Roko el Michael Bublé croata (Bublé es un cantante canadiense descendiente de croatas). Blažević, también actúa en su banda de música con Rando y Luka, los hijos de los cantantes croatas Zlatan Stipišić Gibonni y Tomislav Mrduljaš.
El 1 de junio de 2024 dio un concierto con Klapa More en Manhattan Beach, California, como parte de las celebraciones del Mes de la Herencia Cultural Croata.

## Discografía

### Sencillos
| Título                | Año  | Máxima posición en los charts | Álbum              |
| Título                | Año  | CRO                           | Álbum              |
| --------------------- | ---- | ----------------------------- | ------------------ |
| "Podsjećaš na ljubav" | 2018 | —                             | Sencillo sin álbum |
| "The Dream"           | 2019 | 1                             | Sencillo sin álbum |
| "Krila"               | 2019 | —                             | Sencillo sin álbum |
| "Božić nam dolazi"    | 2020 | 13                            |                    |